# Olgano

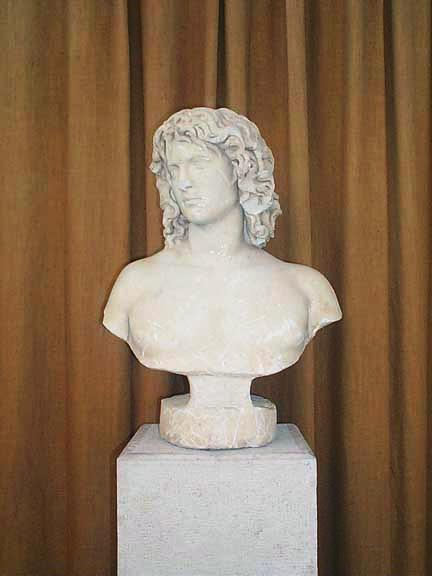
Busto del dios río Olgano, expuesto en el Museo Arqueológico de Veria.

Olgano (en griego antiguo Ὄλγανος) era un río de la antigua Macedonia, y un dios río, hijo de Beres.

## Familia
Olgano fue el primer hijo de Beres, y hermano mayor de Mieza y Berea, de las que tomaron nombre las ciudades macedonias de Mieza (actual Nausa) y Berea (actual Veria).

## Arqueología
Se encontró una escultura del busto de Olganos con una inscripción en Kopanos (Emathia), del siglo II, que actualmente se encuentra en exhibición en el Museo Arqueológico de Veria.